# Cirueña
Cirueña is een gemeente in de Spaanse provincie en regio La Rioja met een oppervlakte van 12,15 km². Cirueña telt 131 inwoners (1 januari 2016).

## Demografische ontwikkeling
Bron: INE, 1857-2011: volkstellingen
Opm.: In 1857 werd de gemeente Ciriñuela aangehecht